# Одержимі вночі
«Одержимі вночі» — еротичний трилер, знятий Фредом Оленом Реєм.

## Сюжет
Говард Гансен працює над романом жахів. Одного дня він заходить в крамницю в чайнатауні, в якій помітив банку з істотою. Продавець не хотів її продавати та Говард вмовив його. З появою покупки в будику сексуальна поведінка письменника стає агресивною. Це непокоїть його дружину Пеггі.
Говард отримує білявку Керол як секретаря. Мюррей доручає їй викрасти неопублікований любовний роман Гансена «Грім над Гаваями». Секретарка знаходить рукопис. Після розмови подружжя вирішує позбутися істоти та Керол, погрожуючи пістолетом, примушує Пеггі та Говарда зайнятися сексом. У будинок приїжджає Мюррей. Відбувається бійка в якій гинуть троє. Дружина телефонує в поліцію, а Говард погрожує їй. Їй вдається втекти та спалити істоту в каміні. Після чого Говард приходить до тями.

## У ролях
| Актор          | Роль          |
| -------------- | ------------- |
| Шеннон Твід    | Керол Мак-Кей |
| Тед Прайор     | Говард Гансен |
| Сендел Бергман | Пеггі Гансен  |
| Чед Мак-Квін   | Гас           |
| Френк Сіверо   | Мюррей        |
| Турхан Бей     | Келвін        |
| Генрі Сільва   | Скотт Ліндсі  |
| Байрон Манн    | Фок Пінг Вонг |
| Фред Олен Рей  | офіціант      |
| Пітер Спеллос  | Ед            |

## Сприйняття
Фільм не отримав позитивних відгуків. На сайті Rotten Tomatoes його оцінка від пересічних глядачів становить 0 % з середньою оцінкою 1.6/10 на основі 32 голосів критиків.